# Termiz
Termiz (uzbecky Термиз; tádžicky Тирмиз; persky ترمذ‎, Termez; arabsky ترمذ‎, Tirmidh; rusky Термез; starořecky Θέρμις, Thàrmis, Tàrmita) je město v nejjižnější části Uzbekistánu, poblíž hranic s Afghánistánem. Jedná se o nejteplejší místo v Uzbekistánu. V roce 2005 žilo ve městě 140 404 obyvatel. Jde o správní centrum regionu Surchandarjo.

## Historie
Přesné datum založení antického Termizu, jehož vykopávky se nachází několik kilometrů západně od moderního města, není známo. Nicméně v dubnu 2002 se konala oslava 2500. výročí založení města.

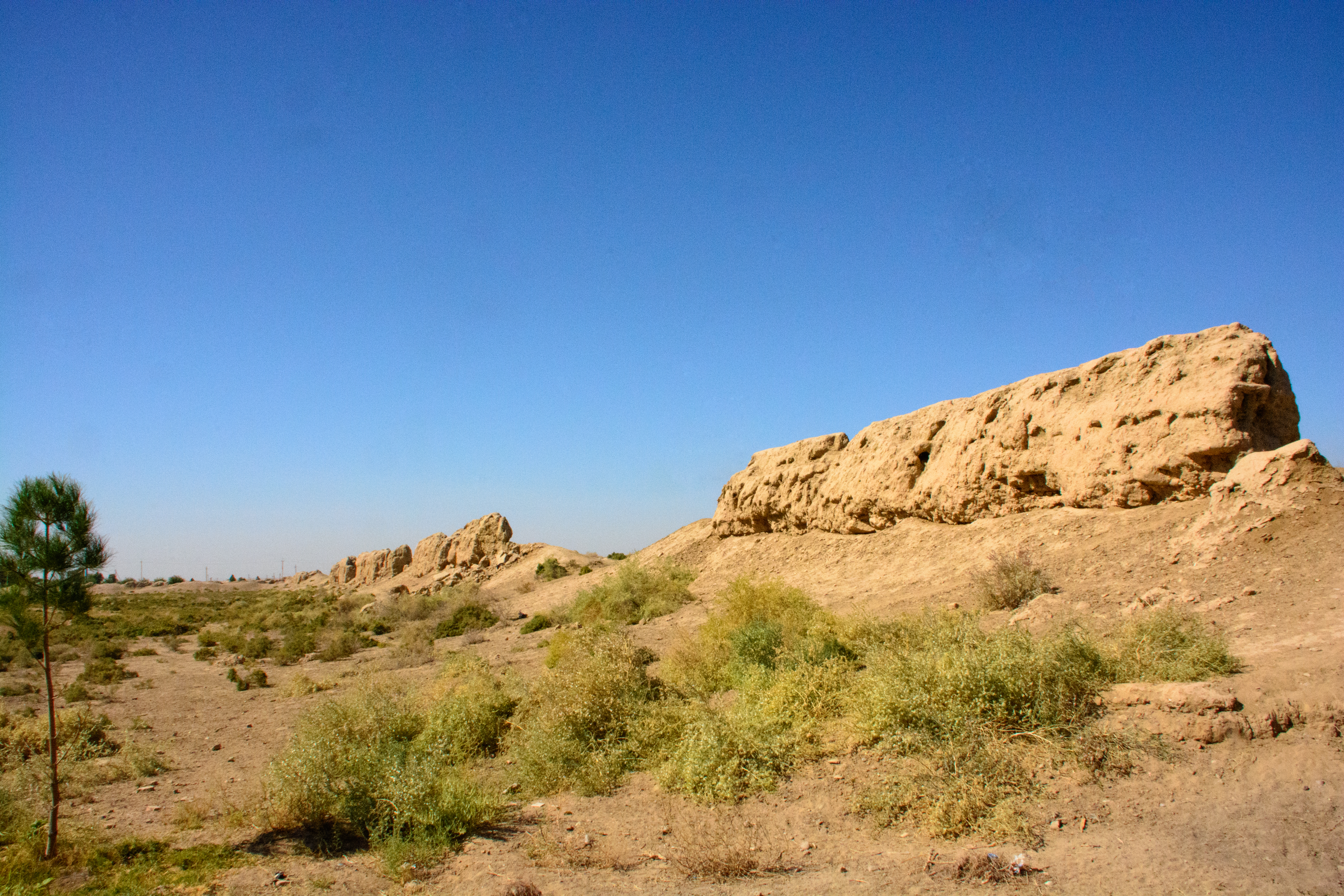
Zdi Starého Termizu

Město bylo známé Achajmenovcům již v 6. století před naším letopočtem. V roce 329 př. n. l. bylo město dobyto Alexandrem Velikým. Později bylo Démétriosem I., zakladatelem řecko-baktrijanského království, pojmenováno Demetris. Jako součást Kušánské říše bylo město známo pod názvem Ta-li-mi. V této době se stalo centrem buddhismu. V 5. a 6. století město ovládali Heftalité a Sásánovci.
V roce 705 bylo město dobyto Araby a stalo se jedním z center islámu během Abbadidské a Samanidské říše. Ve městě studovali významní islámští učenci, jako byl imám Al-Tirmídí . Od 9. do 12. století byl Termiz významným městem a centrem kultury, obchodu a řemesel. V té době byly hradby města 16 kilometrů dlouhé, s devíti branami. Termiz byl ovládán postupně říší Ghaznavidů, Seldžuků a chanátem Kara-Khanid . V roce 1206 se město stalo součástí Chórezmské říše.
V roce 1220 bylo město po dvoudenním obléhání dobyto a zničeno vojsky Čingischána. Město bylo obnoveno v polovině 13. století na nové lokalitě východně od původního města. Bylo součástí Tímúrovské říše, později chanátu Buchara. V druhé polovině 18. století bylo město opuštěno, zůstaly zde pouze vesnice Salavat a Pattakesar v blízkosti ruin antického města. Území města bylo v roce 1893 předáno Rusku k vybudování vojenské pohraniční pevnosti. V roce 1928 byla vesnice Pattakesar přejmenována na původní název Termez a v roce 1929 se stala městem.